# Archipiélago de Ritchie
El archipiélago de Ritchie es un conjunto de pequeñas islas que se encuentran a unos 25-30 km al este de Gran Andamán, el grupo de islas principales de las Islas Andamán. Las islas Andamán se encuentran en el golfo de Bengala, en el límite con el mar de Andamán y están a unos 200 km (120 millas) al sur del cercano continente asiático, desde Cabo Negrais en Birmania.
El archipiélago consta de al menos 4 islas más grandes, siete pequeñas islas y varios islotes, que se extienden en una cadena de norte a sur, paralela al principal grupo Gran Andamán. La isla Baratang y la isla Andamán del Sur se encuentran al oeste a través del estrecho Diligente, el volcán activo Isla Barren está a unos 75 kilómetros (47 millas) más al este.

## Islas del archipiélago
Las principales islas del archipiélago (en orden decreciente por su tamaño aproximado) son:
- isla Havelock - 113,93 km² , con 5.354 habitantes;
- isla Henry Lawrence - 55 km²;
- isla John Lawrence, con 41,98 km² y una población 25)
- isla Sir William Peel, comúnmente abreviada como I. Peel, con 23 km²;
- isla Wilson, con 14 km²;
- isla Outram, con 13 km²;
- isla Neil, también I. Neill, con 18,90 km²  y 2.868 hab.;
- isla Nicholson, con 1,8 km²;
- isla Inglis, también llamada I. East., con1,4 km²;
- isla Sir Hugh Rose, a menudo abreviada como I. Hugh Rose, con 0,6 km² ;
- isla Button del medio, con 0,4 km² ;
- isla Button del Norte, con 0,25 km²;
- isla Button del Sur, con 0,1 km²;

El censo de 2001 de la India informó de que 8.247 personas viven en las tres islas pobladas del archipiélago de Ritchie: en Isla Havelock (5.354 hab.), isla Neil (2.868 hab.), y en la Isla John Lawrence (25 hab.).